# باندا مايتقاللهاش لأ
باندا مايتقاللهاش لأ هي سلسلة من الإعلانات التلفزيونية عرضت عام 2010 في مصر لصالح الشركة المصنعة لجبنة باندا.يظهر الإعلان باندا عملاقة تقوم بإرهاب الأشخاص الذين لا يتذوقون أو يشترون جبنة باندا، حقق الإعلان نجاحاً كبيراً على شبكة الإنترنت.

## الإعلانات

إعلان الأب وابنه.

في كل إعلان يقدم لشخص جبنة باندا ويقوم برفضها، يؤدي هذا إلى ظهور باندا عملاقة فجأة أمامهم بينما تلعب أغنية True Love Ways ل بودي هولي في الخلفية.يحدق الباندا في الشخص لبضع ثوان قبل الدخول في حالة صمت ثم يقوم الباندا بإحداث فوضى عارمة وتدمير الأشياء من حولهم، مثل تكسير حاسوب مكتبي أو سكب صلصة مارينارا على بيتزا لم تجهز بعد. في إعلانين أخرين يعرض أب وابنه في متجر بقالة،يقترح الابن شراء جبنة باندا لكن الأب يرفض ويقول أن عربة التسوق الخاصة بهم ممتلئة.تظهر الباندا وتحدق في الأب قبل قلب عربة التسوق والدوس على البضائع التي وقعت من العربة. في الإعلان الثاني الذي يعود فيه الأب والابن إلى المتجر، يتم ترهيب الأب من قبل الباندا بدرجة كافية لشراء عبوتين من جبنة الباندا قبل أن يسير الجميع بسلام.

## الجوائز
في مايو 2010 فازت بجائزتين في مهرجان دبي لينكس الدولي للإعلان. وفي شهر يونيو فازت في مهرجان كان الدولي للإعلان، وبالجائزة الذهبية في
جوائز إبيكا.